# Sarnakunk
Sarnakunk – wieś w Armenii, w prowincji Sjunik. W 2011 roku liczyła 474 mieszkańców.